# Germaine Anciaux
Germaine Dora Pauline Elstrøm-Anciaux (Brussel, 17 april 1904 – Etterbeek, 20 september 1999) was een  Belgisch schilder, beeldhouwer, keramist.

## Leven en werk
Germaine Anciaux was een dochter van Victor Charles Alfred Anciaux en Dorothée Elisabeth Klint. Ze werd opgeleid aan de Koninklijke Academie voor Schone Kunsten in Brussel, als leerling van de schilder Constant Montald. Ze trouwde in 1933 met de beeldhouwer Harry Elstrøm (1906-1993), die wordt beschouwd als een vernieuwer in de Belgische religieuze kunst. 
De kunstenares schilderde vooral, maar maakte ook terracotta beeldhouwwerk in een expressionistisch-gestileerde stijl. In haar onderwerpkeuze en vormgeving werd ze geïnspireerd door haar echtgenoot.  Ze nam met haar werk in de jaren 60 en 70 deel aan exposities in het Brussels Congressenpaleis.
Germaine Elstrøm-Anciaux overleed op 95-jarige leeftijd.